# Campionato di calcio della Repubblica Socialista Sovietica d'Estonia 1983
Il Campionato di calcio della Repubblica Socialista Sovietica d'Estonia 1983 era la massima divisione del campionato estone ed era un campionato regionale sovietico. La vittoria finale andò al Dünamo Tallinn che vinse il decimo titolo della sua storia.

## Formula
Era formato da dodici squadre: ogni formazione si incontrava le altre in gironi di andata e ritorno, per un totale di 22 incontri. Erano previsti due punti per la vittoria e uno per il pareggio. 

## Classifica finale
|    | Classifica finale          | G  | V  | N | P  | GF | GS | Dif | Pt |
| -- | -------------------------- | -- | -- | - | -- | -- | -- | --- | -- |
| 1  | Dünamo Tallinn             | 22 | 16 | 3 | 3  | 48 | 19 | +29 | 35 |
| 2  | Tempo Tallinn              | 22 | 14 | 6 | 2  | 38 | 19 | +19 | 34 |
| 3  | Kalakombinaat Pärnu        | 22 | 14 | 6 | 2  | 56 | 20 | +36 | 33 |
| 4  | Estonia Jõhvi Kohtla-Järve | 22 | 14 | 5 | 3  | 48 | 20 | +28 | 33 |
| 5  | Baltika Narva              | 22 | 12 | 5 | 5  | 31 | 30 | +1  | 29 |
| 6  | Norma Tallinn              | 22 | 9  | 3 | 10 | 42 | 43 | -1  | 21 |
| 7  | Ehitaja Kohtla-Järve       | 22 | 6  | 9 | 7  | 23 | 19 | +4  | 21 |
| 8  | Kalev Sillamäe             | 22 | 6  | 5 | 11 | 25 | 36 | -11 | 17 |
| 9  | Dvigatel Tallinn           | 22 | 6  | 3 | 13 | 21 | 44 | -23 | 15 |
| 10 | KEK Pärnu                  | 22 | 5  | 4 | 13 | 22 | 47 | -25 | 14 |
| 11 | Energia Narva              | 22 | 4  | 3 | 15 | 24 | 81 | -57 | 11 |
| 12 | Kalev Tartu                |    |    |   |    |    |    |     | 0  |

G = Partite giocate; V = Vittorie; N = Nulle/Pareggi; P = Perse; GF = Goal fatti; GS = Goal subiti; Dif = differenza reti; 